# U (millennium parade × Belleの曲)
『U』（ユー）は、millennium parade × Belle（中村佳穂）の楽曲。2021年8月18日にアリオラジャパンからmillennium paradeとしては2枚目のシングルとして発売された。表題曲「U」は、2021年7月16日に全国公開された細田守監督のアニメ映画『竜とそばかすの姫』のメインテーマとなっている。

## 背景
2021年6月3日、細田守による新作アニメ映画『竜とそばかすの姫』のメインテーマを、millennium paradeが担当することが発表された。その前日6月2日には映画の主人公の女子高生・すずの声を中村佳穂が担当することが発表されていた。細田監督は「インターネット仮想世界〈U〉の巨大な世界観を音楽で表現するために、どうしても常田（大希）さんに音楽を作ってほしかった」としてmillennium paradeに楽曲制作をオファーしたという。本楽曲は、主人公がその〈U〉で歌うオープニングシーンを飾る楽曲であり、歌唱は中村が担当している。常田は発表に際して、「小さい頃から慣れ親しんだ細田守監督渾身の最新作ということで、全身全霊で挑ませて頂きました。そして主役“ベル”を演じるのが“日本音楽界の宝”中村佳穂ということで音楽面に於いても最高に刺激的な製作となりました」とコメントした。
同年7月2日には、millennium parade × Belle名義で本シングルを発売することがアナウンスされた。CD盤のジャケットはmillennium paradeクリエイターチームのメンバーである森洸大が手がけ、映画に登場するキャラクターを独自の解釈でフィーチャーしている。映画公開前日となる7月15日には、20:00から表題曲「U」のミュージックビデオがmillennium paradeのYouTube公式チャンネルでプレミア公開された。なお同ミュージックビデオは、「MTV Video Music Awards Japan 2021」において「最優秀邦楽コラボレーションビデオ賞」を受賞している。

## リリース
本シングルは、初回限定盤と通常盤の2形態で発売された。初回限定盤には2020年12月に東京国際フォーラム ホールAで行われたmillennium paradeのワンマンライブ「millennium parade 3D LIVE 2020」の映像を収めたBlu-rayが付属する。なおCD盤のリリースに先駆けて、2021年7月12日に表題曲「U」が先行配信されている。

## 音楽性
本楽曲は、マーチングドラムやティンパニ、マリンバといったオーケストラ楽器のスケール感をその特徴としている。それとともに野性的なリズムを感じさせるデジタルビートも本楽曲の特色である。リアルサウンドの小川智之は、これらについて「まるで未来の民族音楽のような音像と演奏のテンション感」と形容している。また「この曲を語る上で最も重要なのは、そのメロディと言葉をなぞる『声』だろう」として、中村佳穂の歌唱について「複雑なリズムを乗りこなしつつ、叫びのような歌を披露している」と述べた。

## チャート成績
2021年7月12日に先行配信された本楽曲は、同月21日公開（集計期間：2021年7月12日～7月18日）のビルボード・ジャパンチャートにて、27,996DLでダウンロード1位、2,955,472再生でストリーミング40位を記録し、ラジオ指標も3位と、高い注目度を示して総合9位に初登場した。翌週のチャートでは、30,079DLを売り上げて前週に引き続きダウンロード1位を獲得。前週2,955,472再生から当週6,182,599再生でストリーミング10位、前週570,381再生から当週2,384,792再生で動画再生3位と、これら3指標のポイントを伸ばして総合4位にランクアップした。さらに翌週の「Download Songs」では、15,804DLを売り上げて3週連続首位を記録した。またオリコンが発表する「週間デジタルシングルランキング」では、リリース初週から4週連続首位を記録している。
同年8月18日にCDがリリースされると、8月30日付のオリコン「週間シングルランキング」で18,721枚を売り上げ4位を記録。ビルボード・ジャパンではダウンロードで前週から4つ順位を上げて6位（8,887DL）とし、総合でも12位から8位に上昇した。

## セールスと認定
|                                | 認定 (RIAJ) | 売上/再生回数      |
| ------------------------------ | ----------- | ------------------ |
| ダウンロード                   | ゴールド    | 138,000 DL         |
| ストリーミング                 | シルバー    | 30,000,000* 回再生 |
| *認定のみに基づく売上/再生回数 |             |                    |

## 収録内容
| 全作詞・作曲: 常田大希。 |                      |          |            |      |
| #                        | タイトル             | 作詞     | 作曲・編曲 | 時間 |
| 1.                       | 「U」                | 常田大希 | 常田大希   | 3:07 |
| 2.                       | 「U -Instrumental-」 | 常田大希 | 常田大希   |      |

## テレビ披露
| 日付           | 番組名              | 放送局 | 出典   |
| -------------- | ------------------- | ------ | ------ |
| 2021年12月31日 | 第72回NHK紅白歌合戦 | NHK    | [ 20 ] |

## クレジット
| Music - Music and Lyrics: 常田大希 - Vocal: Belle (中村佳穂) - Timpani, Drum line snares, Marimba, Gran cassa and Cymbals: 石若駿 - Horn arrange, Trumpet, A.Sax and Flute: MELRAW - Piano and Synthesizer: 江﨑文武 - Trombone: 川原聖仁 - Horn: 濱地宗 - Beat Programming and all other Instruments: 常田大希 - Recording and Mixing: 佐々木優 - Mastering: Randy Merrill (Sterling Sound) | Video - Creative Director / Producer: Shu Sasaki (PERIMETRON) - Director: MARGT (PERIMETRON) - VFX Producer: Yusuke Makita (KASSEN) - VFX Supervisor: Takahiro Ota (KASSEN) - VFX Designer: UMA Otuka (KASSEN) - VFX Designer: Tomoyo Akiyama (KASSEN) - VFX Designer: Akiko Aoyama (KASSEN) - VFX Designer: Mr.Y - Motion Graphics: Keitaro Toyoda（Khaki） - Rotoscope: Rudiez |